# Bougainvillemonarch
De bougainvillemonarch (Monarcha castaneiventris erythrostictus) is een zangvogel uit de familie Monarchidae (monarchen). Deze vogel is een ondersoort van de kastanjebuikmonarch (M. castaneiventris) maar werd eerder als een aparte soort beschouwd.

## Verspreiding en leefgebied
Deze soort is endemisch op de noordelijke Salomonseilanden.